# Chloroclystis errabunda
Bosara errabunda là một loài bướm đêm trong họ Geometridae.